# Sol-fa
Sol-fa (ソルファ?, Sorufa) è il secondo album in studio del gruppo rock giapponese Asian Kung-Fu Generation, pubblicato nel 2004.

## Tracce
1. Shindōkaku (振動覚) – 2:27
2. Rewrite (リライト; Riraito) – 3:47
3. Kimi no Machi Made (君の街まで) – 3:36
4. My World (マイ・ワールド; Mai Wārudo) – 4:03
5. Yoru no Mukō (夜の向こう) – 3:12
6. Last Scene (ラストシーン; Rasutoshīn) – 4:01
7. Siren (サイレン; Sairen) – 5:28
8. Re:Re: – 3:48
9. Nijūyoji (24時) – 3:31
10. Mayonaka to Mahiru no Yume (真夜中と真昼の夢) – 4:21
11. Kaigan Dōri (海岸通り) – 4:40
12. Loop & Loop (ループ&ループ; Rūpu & Rūpu) – 3:45

## Formazione
- Masafumi Gotō – voce, chitarra
- Kensuke Kita – chitarra, cori
- Takahiro Yamada – basso, cori
- Kiyoshi Ijichi – batteria